# Zhang Linru
Zhang Linru (* 23. September 1999) ist eine chinesische Leichtathletin, die sich auf das Kugelstoßen spezialisiert hat.

## Sportliche Laufbahn
Erste internationale Erfahrungen sammelte Zhang Linru 2018 bei den Juniorenasienmeisterschaften im japanischen Gifu, bei denen sie mit einer Weite von 16,05 m die Goldmedaille gewann. Damit qualifizierte sie sich für die U20-Weltmeisterschaften in Tampere, bei denen sie sich mit 17,05 m nur der Neuseeländerin Maddison-Lee Wesche geschlagen geben musste. Im Jahr darauf nahm sie an den Weltmeisterschaften in Doha teil und schied dort mit 17,65 m in der Qualifikation aus. 2022 startete sie erneut bei den Weltmeisterschaften in Eugene und verpasste dort mit 17,54 m den Finaleinzug. Im Jahr darauf schied sie bei den Weltmeisterschaften in Budapest mit 18,08 m ebenfalls in der Qualifikationsrunde aus.

## Persönliche Bestleistungen
- Kugelstoßen: 18,70 m, 10. Mai 2021 in Dalian
  - Kugelstoßen (Halle): 17,01 m, 17. März 2021 in Jinan